# 涅西波湖
55°56′48″N 30°34′43″E / 55.94667°N 30.57861°E
涅西波湖（俄语：Несьпо），是俄羅斯的湖泊，位於該國西北部，由普斯科夫州負責管轄，處於烏斯維亞特區，面積0.9平方公里，集水區面積5.39平方公里，平均水深3.7米，最大水深6.2米。